# Флаг Рыздвяного
Флаг посёлка Рыздвя́ный — один из официальных символов упразднённого городского поселения Рыздвяный Изобильненского района Ставропольского края.
Утверждён 3 июня 2005 года и внесён в Государственный геральдический регистр Российской Федерации с присвоением регистрационного номера 1943.

## Описание и обоснование символики
Описание флага гласит:

Флаг посёлка Рыздвяный представляет собой прямоугольное жёлтое полотнище с отношением сторон 2:3, несущее треугольник, имеющий основанием край полотнища у древка и делящий вершиной свободный край пополам. Равные стороны треугольника ограничены двумя полосами — снаружи чёрной, внутри жёлтой, шириной в 1/15 ширины полотнища. Внутреннее пространство треугольника — голубое, несущее изображение белой конической чаши с красным (имеющим белый контур) пламенем.
Флаг разработан на основе герба посёлка Рыздвяный, в котором языком символов и аллегорий отражены местные исторические, экономические и культурные особенности.
Основой экономики посёлка является газодобывающая промышленность, которую символизируют чаша с пламенем и голубой цвет — газ традиционно называют голубым топливом. В геральдике пламя — символ жизни и тепла.
Чёрными линиями аллегорически показана железнодорожная линия Кавказская — Ставрополь, которой посёлок обязан своим рождением.
Жёлтый цвет (золото) в геральдике — символ урожая, стабильности и достатка, отражает развитое в прошлом и настоящем сельское хозяйство и садоводство.
Белый цвет (серебро) в геральдике — символ мира, взаимопонимания, чистоты, благоразумия.
Красный цвет — символ мужества, труда, красоты, праздника.
Голубой цвет — символ чести, славы, преданности, истины, добродетели.
Чёрный цвет символизирует мудрость, покой, вечность бытия.

## История
Флаг утверждён решением Совета депутатов муниципального образования посёлка Рыздвяного от 3 июня 2005 г. № 300.
Разработкой флага занимался авторский коллектив в составе Инессы Гладковой и Юлии Павловой из Рыздвяного и членов Союза геральдистов России Константина Мочёнова, Кирилла Переходенко и Галины Русановой.
Флаг был одобрен Геральдическим советом при Президенте РФ и внесён в Государственный геральдический регистр под номером 1943.
В 2017 году городское поселение Рыздвяный было упразднено и объединено с другими муниципальными образованиями района в Изобильненский городской округ.